# Kana, Izrael
Kana Galilejska (starogrško Κανὰ τῆς Γαλιλαίας, arabsko قانا الجليل,, latinizirano: Qana al-Jalil) je lokacija Svatbe v Kani, na kateri se po Janezovem evangeliju zgodil čudež spreminjanja vode v vino.
Lokacija je sporna, saj so možne štiri glavne lokacije: Kafr Kana, Khirbet Kana in Reineh v Spodnji Galileji oziroma v Izraelu ter Kana (Qana) v Zgornji Galileji oz. sodobnem južnem Libanonu. Arabsko ime Qana al-Jalil naj bi se nanašalo na številna najdišča, vendar je dvomljiva pristnost. Ime verjetno izhaja iz hebrejske ali aramejske besede za 'trstičevje'.

## Pisne reference za Kano

### Biblične reference
Med kristjani in drugimi raziskovalci Nove zaveze je Kana najbolj znana kot kraj, kjer je Jezus po četrtem evangeliju izvedel svoj prvi javni čudež, pretvorbo velike količine vode v vino na poročni pogostitvi (Jn 2,1–2,11), ko je zmanjkalo vina, ki ga je prinesel ženin. Čeprav nobeden od sinoptičnih evangelijev ne beleži dogodka velja, da krščanska tradicija predstavlja prvi Jezusov javni čudež.
Ostali svetopisemski sklici na Kano so tudi v Janezu: Jn 4,46, ki omenja, da Jezus obišče Kano, ko ga prosijo, da ozdravi sina kraljevega uradnika v Kafarnaumu in Jn 21,2, kjer je omenjeno, da Nataniel (včasih identificiran kot Bartolomej, vključenim v sinoptične evangelijske sezname apostolov), prihaja iz Kane.
Knjiga Joshua omenja neko mesto (Joz 19,28) in potok (Joz 16,8 in Joz 17,9) z imenom Kanah (Kana) - nobena najverjetneje ne bo Kana Galilejska.

### Druge reference
V posvetni zgodovini so v analih asirskega kralja Tiglat-Pileserja III., ki je osvojil Galilejo v pohodu leta 733 pred našim štetjem, slabo shranjen seznam mest, za katere se je domnevalo, da omenjajo neko Kano. Navaja, da je bilo od tam odpeljanih 650 ujetnikov. Vendar je revidirana transliteracija pokazala, da je dobro ohranjeni zlog Ku, ne Ka.
Jožef Flavij omenja več kot eno mesto z imenom Kana. V okviru Galileje v njegovem Življenju obstajata dve omembi: ena je kraj ob cesti iz Iuliasa, druga pa kraj, kjer je prebival, približno en dan hoje od Tiberije.

## Lega Kane
Veliko se je špekuliralo o tem, kje bi lahko bila Kana. Avtor v svojem evangeliju ne trdi, da je bil na poroki. Mnogi bi menili, da je zgodba o poroki v Kani bolj teološki, ne pa zgodovinski ali topografski pomen; je prvo od sedmih čudežnih 'znamenj', s katerimi je potrjen Jezusov božanski status in okoli katerega je strukturiran evangelij.
Soglasje sodobnih raziskovalcev je, da je bil četrti evangelij naslovljen na skupino judovskih kristjanov in zelo verjetno na skupino, ki je živela v provinci Judeji; zato je malo verjetno, da bi evangelist omenil kraj, ki ga ni bilo. Obstaja manjšinsko stališče, da je bil evangelij napisan za pogansko občinstvo, tisti, ki se tega držijo, pa trdijo, da je opis v odlomku o poroki v Kani s »šestimi kamnitimi kozarci za vodo za judovske obrede čiščenja«, ki ne odraža dobrega poznavanja dejanskih obrednih umivalnih navad takratnih Judov, je specifično za pogansko občinstvo, ki topografije Svete dežele ne bi poznalo. Na tej hipotezi bi ime Cana lahko imelo povsem simbolični pomen. 
Obstajajo štiri glavne lokacije, ki se obravnavajo kot novozavezna Kana:

### Kana, Libanon
Vas Qana, približno 29 km od Tira v Libanonu, tradicionalno velja za pravo mesto mnogih kristjanov in je Evzebijev izbor v njegovem Onomasticonu iz 4. stoletja. V času miru je priljubljeno turistično mesto v spomin na čudež.

### Kafr Kana in Karm er-Ras
Prvič, ko je bilo to mesto povezano z novozavezno Kano, je iz srede 17. stoletja v poročilu papežu od Francesca Quaresima, papeškega poslanca v Palestini, kjer je ugotovil, da obstajata dva možna kandidata: Khirbet Kana in Kafr Kana. Po Katoliški enciklopediji tradicija iz 8. stoletja  identificira Kano s sodobnim arabskim mestecem Kafr Kana, ob vznožju območja Nazareta, približno 7 kilometrov severovzhodno od Nazareta.
Nekateri raziskovalci menijo, da je po arheoloških dokazih identifikacija Kafr Kane posledica propada Khirbet Kane, ki se je začel v obdobju Mamelukov. Ugotavljajo, da je bila nova in bolj bogata in lahko dostopno mesto, da se ustanovi namesto starega za povečanje romarskega prometa, zlasti v poznem srednjeveškem in osmanskem obdobju.
Karm er-Ras, zahodni del Kafr Kane, je nedavno izkopala izraelska arheologinja Yardenna Alexandre.  Izkopavanje je razkrilo dokaze o veliki rimski vasi z judovskim prebivalstvom, ki je v poznem rimskem obdobju precej upadla in je bila dokončno opuščena v bizantinskem obdobju in pojasnila, zakaj se je romarska pot premaknila v Kafr Kano. Alexandre meni, da je mesto natančno določil Jožef, vendar se drugi znanstveniki ne strinjajo. 

### Khirbet Kana, Izrael
Drug možni kandidat so ruševine vasi Khirbet Kana, kar pomeni 'ruševine Kane'. S pogledom s severa na dolino Beit Netofa je približno 9 kilometrov severno od Kafr Kane, romarji pa so jo opazili že od 12. stoletja ali prej. Vendar pa bi to lahko bil starodaven spomin, kot je trdil Edward Robinson ali pa je bilo morda povezano s krajem v pogovoru z dvomečimi romarji.
To mesto leži na apnenčastem obrobju, ki se dviga 100 m nad dnom doline Bet Netofa, 13 kilometrov od Nazareta in 8 km severovzhodno od kraja Seforis v spodnji Galileji. Prav tako je že dolgo opredeljen kot prava lokacija novozavezne Kane. Izkopavanja arheologa Douglasa Edwardsa z univerze Puget Sound in arheologa Toma McCollougha razkrivajo arhitekturne in numizmatične ostanke, ki dokazujejo, da je bila na območju skromna vas od helenističnega obdobja naprej (približno 200 pr. n. št., s strukturami podobnimi sinagogam iz rimskega obdobja in več bazeni mikveh za judovsko svečano kopanje. Najpomembneje je, da so odkrili jamski kompleks na južnem pobočju mesta, ki je pokazal znake uporabe kot središča za bogoslužje, vključno s pokrovom ali oltarjem sarkofaga in polico, ki je držala dve kamniti posodi in situ in prostor za še štiri posode, kar kaže na to, da je Khirbet Kana že od zgodaj veljala za novozavezno Kano. Ostanki arabske vasi ter cerkev ali samostan so bili odkriti tudi takoj južno od jamskega kompleksa.
Drugi zgodovinski dokazi iz bizantinskega in srednjeveškega obdobja kažejo, da je Khirbet Kana že od zelo zgodnjega obdobja veljala za resnično najdišče novozavetne Kane. Vodič, ki ga je napisal Teodozij med letoma 517 in 527 n. št. z naslovom Lega Svete dežele, identificira Khirbet Kano in nakazuje, da sta bili dve posodi še vedno na lokaciji. Tudi romarski zapis, ki ga je napisal Saevulf v letih 1101 do 1103, prav tako določa mesto, prav tako Belard iz Ascolija (približno leta 1155) in dominikanski frater Burchard de Monte (leta 1283) ter zemljevid znamenitega kartografa Pietra Vesconteja iz leta 1321. Burchard opisuje jamski kompleks, ki je bil uporabljen kot pobožno mesto: »danes je prikazan kraj, kjer je stalo šest loncev z vodo in jedilnica, kjer so bile postavljene mize«.

### Reineh, Izrael
Južno od mesta Reineh, približno kilometer od Nazareta, je majhen izvir z imenom Ain Qana leta 1878 identificiral Claude Reignier Conder kot kraj Kana. Nekatera zgodnja krščanska romarska poročila omenjajo izvir v povezavi s Galilejsko Kano, toda izkopavanj še niso izvedli. Ain Qana nekateri ocenjujejo kot boljšega kandidata na podlagi etimoloških razlogov.